# De bergmensen
Heer Bommel en de bergmensen of kortweg De bergmensen is het zestiende verhaal uit de Bommelsaga, geschreven en getekend door Marten Toonder. Het verhaal verscheen voor het eerst op 25 februari 1943 en liep tot 6 mei 1943. Thema van het verhaal is burgerinfiltranten.

## Samenvatting
Heer Bommel en Tom Poes worden op slot Bommelstein gebeld door commissaris Bulle Bas, die hun hulp vraagt om een opstand van reuzen uit de Zwarte Bergen te bedwingen. Deze reuzen plunderen reizigers en overvallen treinen. Heer Bommel krijgt als ondersteuning een gas toegediend, uitgevonden professor Sim Pensée, dat hem dertig maal zo sterk maakt, maar waarvan de werking slechts zes uur bedraagt. Het duo krijgt opdracht inlichtingen te gaan verzamelen. Het gas werkt uitstekend, heer Bommel vernielt per ongeluk een deur en het bureau van de commissaris.
Met een speciale oude trein reizen ze tot aan de Zwarte Bergen, waar de machinist uitstapt. Tom Poes en heer Bommel weten de trein weer hard op gang te krijgen. Ze botsen echter met hoge snelheid op een rotsblok, dat twee reuzen op de rails hebben gelegd. Heer Bommel wordt door enkele reuzen aangevallen, maar wet hen in eerste instantie te bedwingen. Vervolgens wordt de hele reuzenpopulatie gealarmeerd en ze stormen op heer Bommel af. Tom Poes ziet van een afstandje dat het versterkende gas inderdaad reusachtig is. Heer Bommel spreekt de verslagen groep reuzen bestraffend toe. Dan komt de grootste reus, Bomdrom, poolshoogte nemen. Hij daagt de krachtdadige heer uit om zich in drie opdrachten met hem te meten: touwtrekken, bijlwerpen en rotsblokken optillen. Heer Bommel neemt de opdracht aan, niet beseffend dat de werking van het gas maar zes uur aanhoudt. De eerste twee opdrachten wint hij, maar bij de derde opdracht verliest hij. Hij wordt opgesloten in een ondergrondse spelonk.
Tom Poes weet zijn vriend met een touw uit de spelonk te redden. Samen proberen ze de reuzen in de grot te vangen. Ze slagen daarin door een reusachtig beeld precies op al de uitgangen van de ondergrondse rotswoningen neer te werpen. Heer Bommel en Tom Poes vluchten nu de Zwarte Bergen uit, waarna ze tot hun verbazing een lift krijgen aangeboden van de enige vrachtrijder tussen Rommeldam en de Zwarte Bergen. Heer Bommel noemt tegen de chauffeur de bergreuzen doodgewone bergmensen.
Commissaris Bas arriveert, na het verslag van heer Ollie en Tom Poes, tijdig, met de hele politiemacht in twee auto's om de rovers te arresteren. De bergmensen hebben zich juist bevrijd door het afsluitend beeld in gruzelementen te hakken. Bulle Bas beveelt brigadier Snuf de leider met de vlechtjes, Bomdrom, als eerste  te binden. Uiteindelijk worden alle bergmensen gebonden afgevoerd.
De goede afloop wordt met een feestmaal in de kantine op het politiebureau gevierd. De snoevende heer Bommel wordt door Bulle Bas op zijn plaats gezet. Tom Poes heeft hem uit zijn gevangenschap bevrijd. Ook dokter Sim Pensée eet mee.

## Voetnoot
1. ↑  Het eerste verhaal dat begint met 'Heer Bommel'